# Bariamyrma hispidula
Bariamyrma hispidula är en myrart som beskrevs av John E. Lattke 1990. Bariamyrma hispidula ingår i släktet Bariamyrma och familjen myror. Inga underarter finns listade.

## Bildgalleri

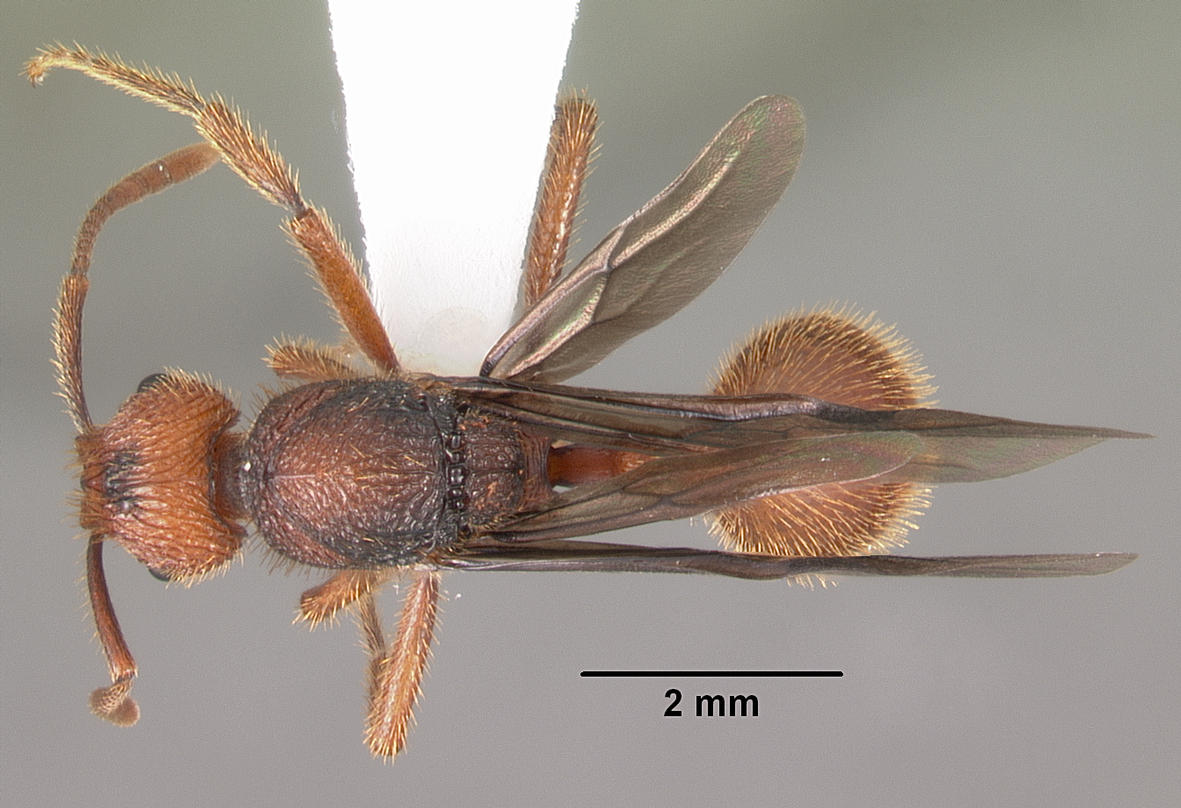
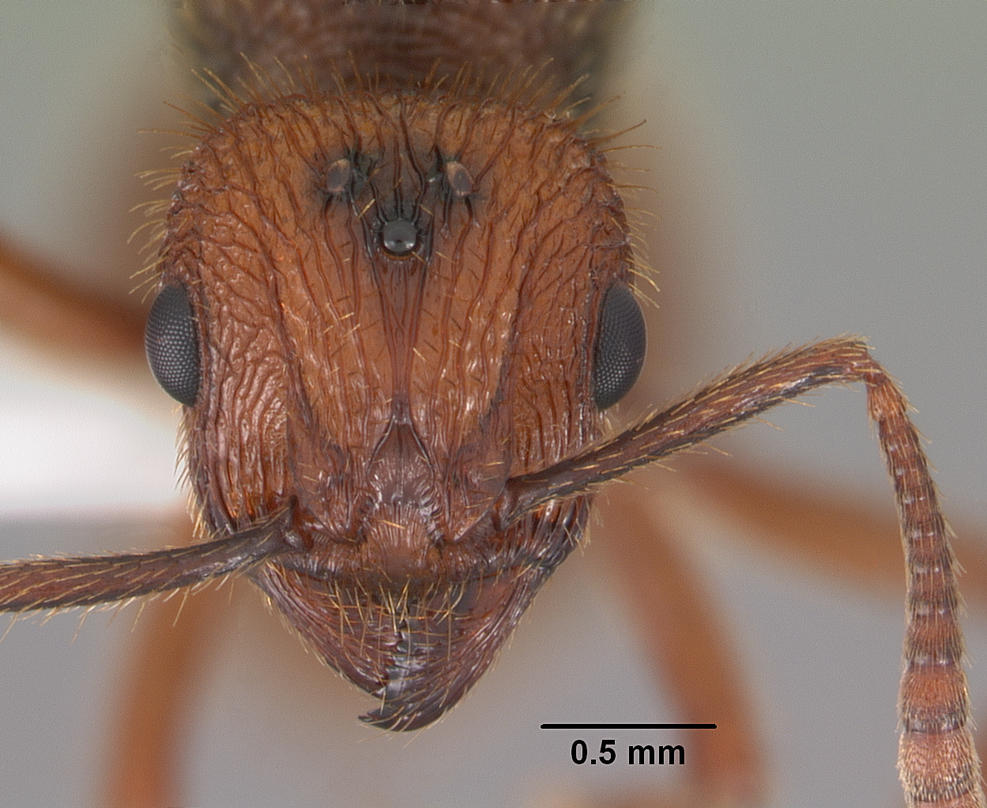
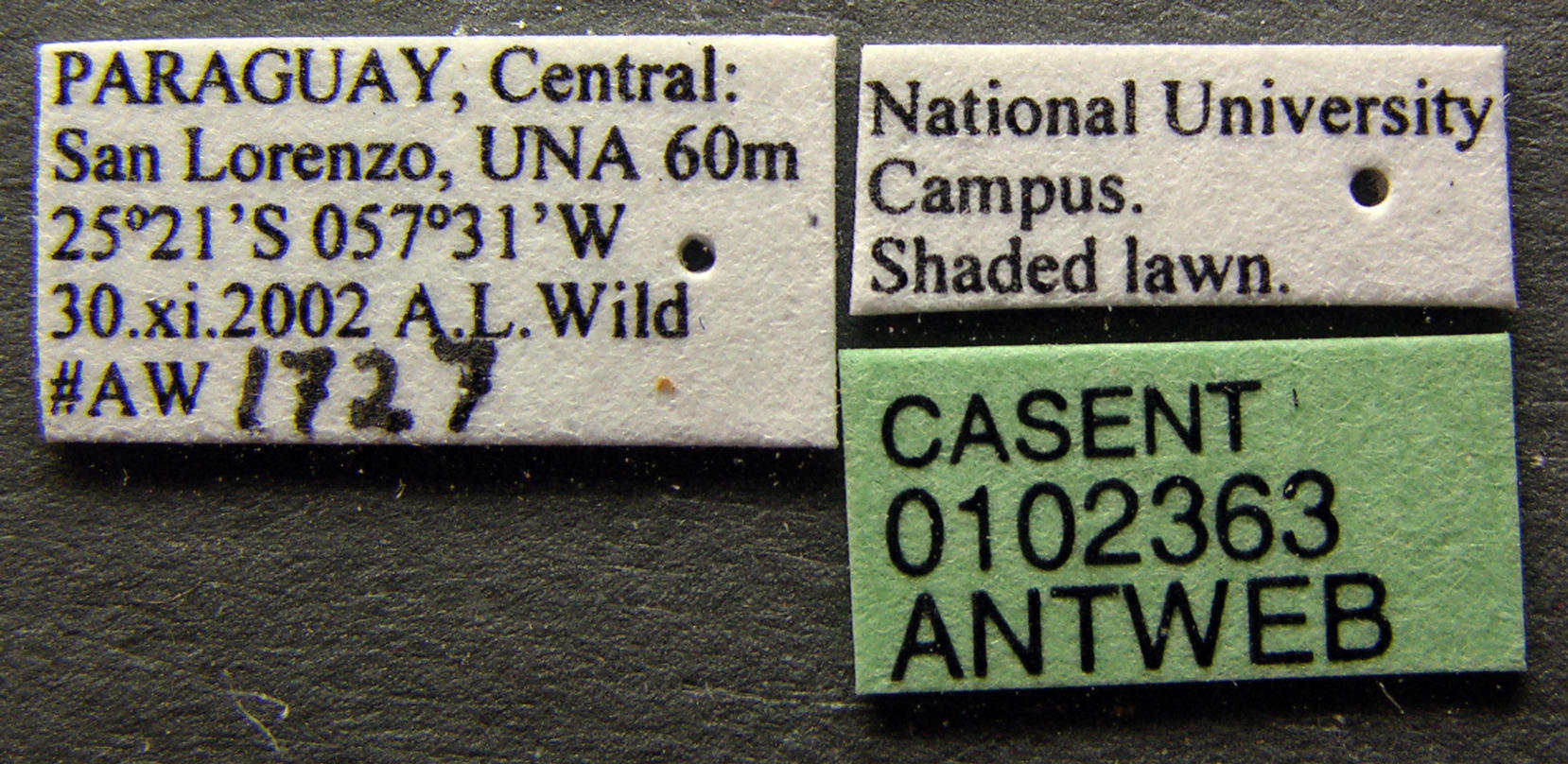
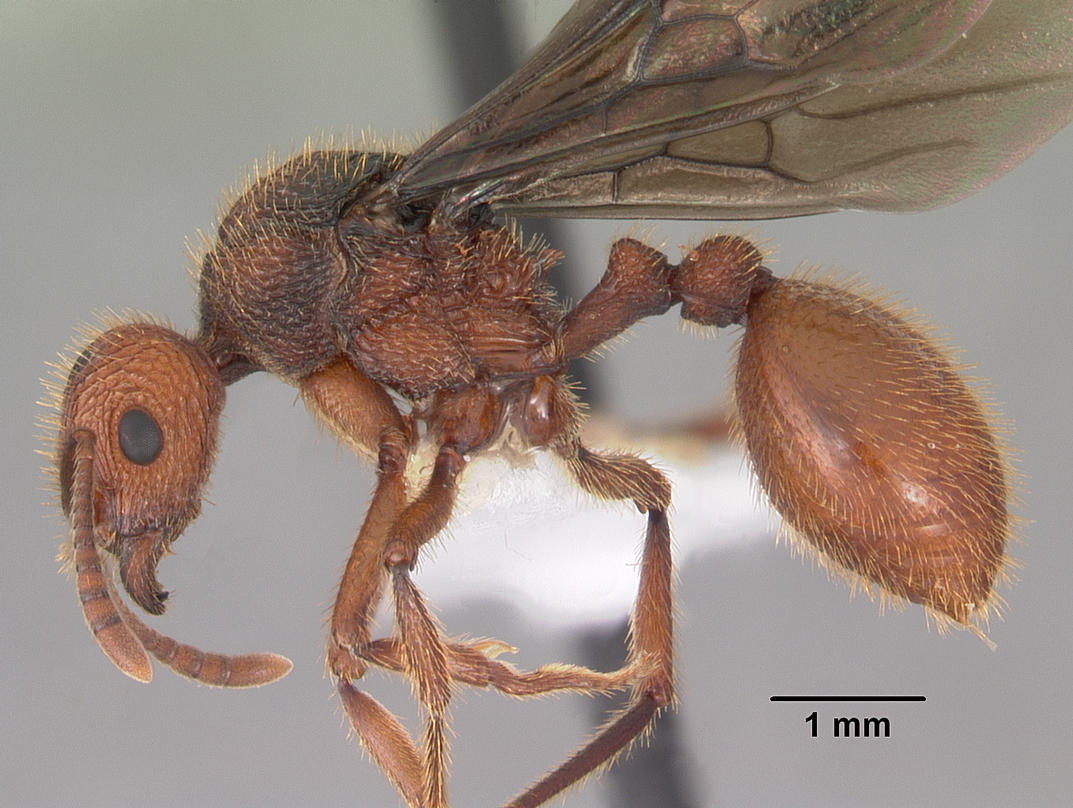
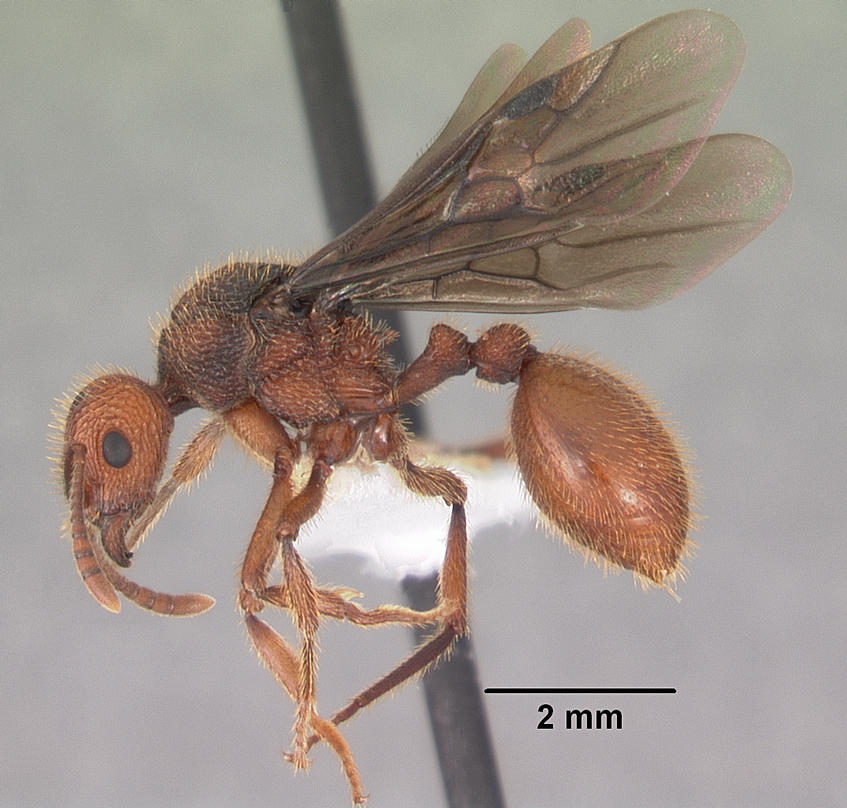